# The Shawshank Redemption (banda sonora)
The Shawshank Redemption es el disco de la banda sonora original de la película, nominada a los Oscar y a los Globos de Oro, The Shawshank Redemption con Morgan Freeman, Tim Robbins, Bob Gunton, William Sadler y Clancy Brown. La banda sonora original fue compuesta por Thomas Newman y publicada por la discográfica Sony BMG
El álbum recibió una nominación a un Óscar como "Mejor banda sonora original" y a un premio Grammy como "Mejor Composición Instrumental Escrita para Cine o Televisión", pero perdió en ambos ante El Rey León.

## Listado de canciones
1. May (0:33)
2. Shawshank Prison (Stoic Theme) (1:53)
3. New Fish (1:50)
4. Rock Hammer (1:51)
5. An Inch of His Life (2:48)
6. If I Didn't Care by The Ink Spots (3:03)
7. Brooks was Here (5:06)
8. His Judgement Cometh (2:00)
9. Suds on the Roof (1:36)
10. Workfield (1:10)
11. Shawshank Redemption (4:26)
12. Lovesick Blues by Hank Williams (2:42)
13. Elmo Blatch (1:08)
14. Sisters (1:18)
15. Zihuatanejo (4:43)
16. The Marriage of Figaro: Duettino - Sull'aria, performed by Edith Mathis, Gundula Janowitz, Orquesta de la Deutsche Oper Berlin, Karl Böhm (dir.) (3:32)
17. Lovely Raquel (1:55)
18. And That Right Soon (1:08)
19. Compass and Guns (3:53)
20. So was Red (2:44)
21. End Title (4:05)